# سرفة دوزبرغية
سرفة دوزبرغية (الاسم العلمي: Syrphus doesburgi) هي نوع من الحشرات يتبع جنس السرفة من الفصيلة السرفات.